# Ёкубова, Марьям
Марьям Якубова (12 мая 1931, Ургенч, Узбекская ССР — 10 апреля 2018) — советский, узбекский педагог. Народный учитель СССР (1986).

## Биография
Марьям Якубова родилась 12 мая 1931 года в городе Ургенч.
В 1938—1948 годах училась в средней школе № 1 Ургенча. В 1948—1952 годах окончила Хорезмский государственный педагогический институт (ныне Ургенчский государственный университет) с отличием по специальности «учитель математики и физики» и вернулась на работу в 1-ю школу своего города. До 1958 года работала учителем математики и физики в этой школе.
В 1958 году была назначена заведующей отдела народного образования Ургенча и проработала на этой должности до 1962 года. В 1962—1992 годах работала директором оздоровительной школы-интерната № 94 Ургенча. Школа-интернат, возглавляемая Марьям Якубовой, стала одним из образцовых учебных заведений республики.
За свою карьеру Марьям Якубова получила множество наград за заслуги в сфере народного образования. В 1958 году награждена нагрудным знаком «Отличник народного образования», в 1959 году нагрудным знаком — «За заслуги народного просвещения Узбекистана», в 1960 году — орденом «Знак Почёта», в 1966 году — орденом Ленина. В 1970 году была награждена юбилейной медалью, а в 1978 году ей присвоено звание «Заслуженный учитель Узбекистана». В 1986 году ей было присвоено звание Народного учителя СССР, в 1991 году она была награждена памятным нагрудным знаком «Независимость Узбекистана», а в 2016 году награждена памятной медалью «25 лет независимости Узбекистана». За достижения в образовании награждена орденом Президиума Узбекской ССР и другими орденами.
Скончалась 10 апреля 2018 года.

## Награды и звания
- 1958 — Отличник народного образования Узбекистана
- 1959 — Нагрудный знак «За заслуги народного просвещения Узбекистана»
- 1960 — Орден «Знак Почёта»
- 1966 — Орден Ленина
- 1970 — Юбилейная медаль
- 1978 — Заслуженный учитель Узбекистана
- 1986 — Народный учитель СССР
- 1991 — памятный нагрудный знак «Независимость Узбекистана»
- 2016 — памятная медаль «25 лет независимости Узбекистана»